# Cyanallagma ferenigrum
Cyanallagma ferenigrum är en trollsländeart som beskrevs av De Marmels 2003. Cyanallagma ferenigrum ingår i släktet Cyanallagma och familjen dammflicksländor. IUCN kategoriserar arten globalt som otillräckligt studerad. Inga underarter finns listade i Catalogue of Life.